# Puccinia stromatifera
Puccinia stromatifera ist eine Ständerpilzart aus der Ordnung der Rostpilze (Pucciniales). Der Pilz ist ein Endoparasit des Korbblütlers Perezia nudicaulis. Symptome des Befalls durch die Art sind Rostflecken und Pusteln auf den Blattoberflächen der Wirtspflanzen. Sie ist im nordwestlichen Mexiko verbreitet.

## Merkmale

### Makroskopische Merkmale
Puccinia stromatifera ist mit bloßem Auge nur anhand der auf der Oberfläche des Wirtes hervortretenden Sporenlager zu erkennen. Sie wachsen in Nestern, die als gelbliche bis braune Flecken und Pusteln auf den Blattoberflächen erscheinen.

### Mikroskopische Merkmale
Das Myzel von Puccinia stromatifera wächst wie bei allen Puccinia-Arten interzellulär und bildet Saugfäden, die in das Speichergewebe des Wirtes wachsen. Ihre Spermogonien und Aecien sind unbekannt, gleiches gilt für die Uredien des Pilzes und ihre Uredosporen. Die beidseitig auf den Wirtsblättern wachsenden Telien der Art sind schwarz und bedeckt, sie stehen in dichten Gruppen und besitzen braune Paraphysen. Die klar kastanienbraunen Teliosporen sind zweizellig, in der Regel spindelförmig bis lang-ellipsoid und 45–55 × 16–20 µm groß. Ihre Stiele sind bräunlich und bis zu 25 µm lang.

## Verbreitung
Das bekannte Verbreitungsgebiet von Puccinia stromatifera umfasst die mexikanischen Bundesstaaten Baja California Sur und Chiapas.

## Ökologie
Die Wirtspflanze von Puccinia stromatifera ist Perezia nudicaulis. Der Pilz ernährt sich von den im Speichergewebe der Pflanzen vorhandenen Nährstoffen, seine Sporenlager brechen später durch die Blattoberfläche und setzen Sporen frei. Die Art durchläuft einen Entwicklungszyklus, von dem bislang nur Telien sowie deren Wirt bekannt sind; Uredien, Spermogonien und Aecien konnten ihr nicht zugewiesen werden.

## Taxonomie
Die Art wurde 1972 durch Hennen, Hector M. León-Gallegos und George Baker Cummins erstbeschrieben.